# Unicoop Etruria
Unicoop Etruria Soc. Coop. è una delle 7 grandi cooperative di consumatori del sistema Coop, e come tale aderisce all'ANCC della Lega delle Cooperative e al consorzio cooperativo Coop Italia.
Nasce il 1° luglio 2025 in seguito alla fusione tra Unicoop Tirreno e Coop Centro Italia e della cessione di 16 supermercati di Unicoop Tirreno a Unicoop Firenze.
Insieme a Unicoop Firenze (nonché ad oltre 75 piccole e medie cooperative toscane) aderisce al Distretto Tirrenico.